# Ephrem van der Meulen

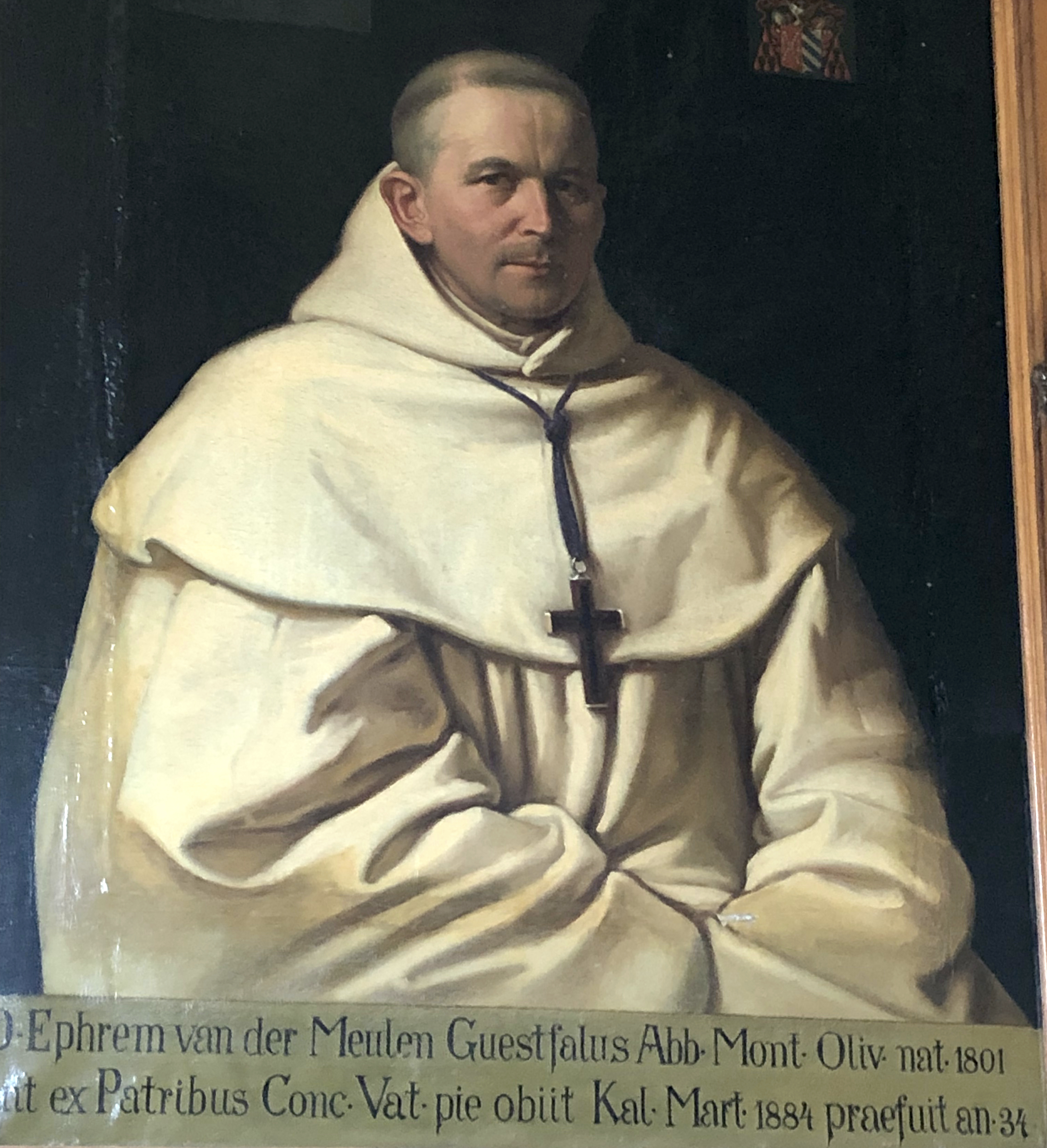
Dom Ephrem van der Meulen, 2. Abt der Trappistenabtei Oelenberg, Konzilsvater des I. Vaticanums

Ephrem August van der Meulen (* 5. Dezember 1801 in Rhede; † 1. März 1884 in Reiningue) war ein deutscher Priester, Schulleiter und Zisterzienser. Von 1850 bis 1884 war er Abt der Zisterzienserabtei Œlenberg.

## Leben
Der 1801 im Schloss Rhede geborene August van der Meulen studierte Philosophie, Theologie und Kirchenrecht in Münster und Bonn und wurde 1825 von Weihbischof Droste-Vischering in Münster zum Priester geweiht. Er gründete die Lateinschule in Bocholt, der er von 1825 bis 1834 vorstand, und war von 1834 bis 1842 Leiter der Selektenschule in Frankfurt am Main.
Nach dem Tod seines Mentors Clemens Brentano 1842 ging er zunächst zu seinem Bruder Gustav van der Meulen nach Köln und übernahm 1845 die Stelle des Hausgeistlichen am Marienhospital in Aachen. Im November 1847 trat er in die Zisterzienserabtei Œlenberg ein, wo er am 8. Dezember 1848 mit dem Ordensnamen Ephrem die Gelübde ablegte und 1850 zum Abt gewählt wurde. Er begründete die noch heute bedeutende Bibliothek der Abtei und war auch außerhalb des Klosters als Prediger bekannt. 1860 besiedelte er die Reste des in der Säkularisation aufgehobenen Klosters Mariawald in Heimbach in der Eifel mit Mönchen aus Œlenberg wieder. Als Generalvikar der Kongregation von Sept-Fons nahm er am Ersten Vatikanischen Konzil teil. 1871 gab er die Exordia S. Ordinis Cisterciensis neu heraus und veröffentlichte 1880 ein theologisches Kompendium in lateinischer Sprache.
Er starb am 1. März 1884 nach langer Krankheit.